# Karl Heym (Mathematiker)

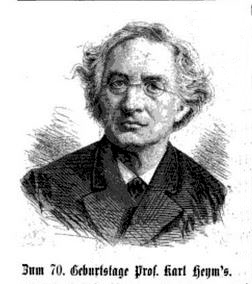
Karl Heym

Karl Friedrich Heym (* 18. August 1818 in Leipzig; † 25. Mai 1889 ebenda) war ein deutscher Mathematiker. Er gilt als Pionier der Versicherungsmathematik in Deutschland.

## Leben
Karl Heym wurde 1818 als Sohn eines Goldarbeiters geboren. Bis 1829 besuchte er die humanistische Thomasschule zu Leipzig. Danach absolvierte er wie sein Vater eine Lehre als Goldarbeiter. Mithilfe eines Stipendiums studierte er von 1838 bis 1843 Mathematik an der Universität Leipzig. Zu seinen Lehrern gehörten Moritz Wilhelm Drobisch, Gustav Theodor Fechner und August Ferdinand Möbius.
Von 1840 bis 1847 wirkte er als Amanuensis bei Möbius an der Sternwarte Leipzig. 1841 war er beteiligt an der Erforschung des Erdmagnetfelds. Vermutlich assistierte er 1843 seinem Chef bei der Erstellung des Werkes Die Elemente der Mechanik des Himmels. 1847 promovierte er an der Universität Leipzig. Danach unterrichtete er an Polytechnischen Schulen und von 1847 bis 1881 als Lehrer für Mathematik und Physik (inklusive astronomische Themen) an der Thomasschule. Er war damit Pädagoge der Astronomen Rudolf Engelmann und Wilhelm Valentiner. 1873 wurde er durch den späteren Nobelpreisträger Karl Ferdinand Braun unterstützt. Heym war darüber hinaus mit dem Astronomen Karl Friedrich Zöllner bekannt.
Von der sächsischen Regierung wurde er als Fachmann für Sterbekassen eingesetzt. Er entwickelte die sogenannte Heym's sächsische Tafel, eine Sterbetafel aus den Geburts- und Sterberegistern des Königreichs Sachsen. Ferner beschäftigte er sich mit Krankheits- und Invaliditätsstatistiken (Arbeit zur Invaliditätswahrscheinlichkeit). Nach Heym hing die Krankheitsdauer vom Lebensalter ab. Darauf aufbauend kalkulierte er Krankenversicherungstarife. 1855 gründete er die Leipziger Krankenkasse. Er war 1880 Gutachter zur Feststellung der Beitragshöhe der sozialen Unfallversicherung. Sein Bericht wurde 1881 im Reichstag behandelt.

## Schriften
- Die Anfertigung des Rechenschaftsberichts von Kranken- und Begräbniskassen, 1856.
- Die Kranken- und Invalidenversicherung, 1863.
- Zur Geschichte des mathematischen und naturwissenschaftlichen Unterrichts an Gymnasien, 1873 (Digitalisat der SLUB Dresden/eBooks on Demand)
- Die Anzahl und Dauer der Krankheiten in gemischter Bevölkerung, 1878.